# Migeni
Migeni är ett vattendrag i Burundi.   Det ligger i provinsen Muyinga, i den norra delen av landet, 160 kilometer nordost om huvudstaden Bujumbura.
I omgivningarna runt Migeni växer huvudsakligen savannskog. Runt Migeni är det ganska tätbefolkat, med 104 invånare per kvadratkilometer.